# Prokop Franc
Prokop Franc (Praga, 26 maggio 1909 – ...) è stato un cestista cecoslovacco.

## Carriera
Disputò una partita per la nazionale cecoslovacca alle Olimpiadi estive del 1936.